# کلبه کوچک (فیلم)
کلبه کوچک (انگلیسی: The Little Hut) فیلمی کمدی رمانتیک محصول کشورهای آمریکا و انگلستان و به کارگردانی مارک رابسون است.